# Puy de Crozat
Le mont Crozat ou puy de Crozat, parfois nommé Bois de Crozat ou de Crosas, est un sommet du Massif central, situé à l'ouest du plateau de Millevaches, sur la commune de Peyrat-le-Château. Culminant à 777 m d'altitude et dominant le lac de Vassivière, ce sommet n'est pas le point culminant de la Haute-Vienne bien que cette information soit répandue, pas plus que le mont Gargan (730 mètres) comme régulièrement attesté, puisqu'il est devancé par le puy Lagarde (799 mètres), situé sur la limite entre la Haute-Vienne (commune de Beaumont-du-Lac) et la Creuse (commune de Faux-la-Montagne).